# Lolo Ferrari

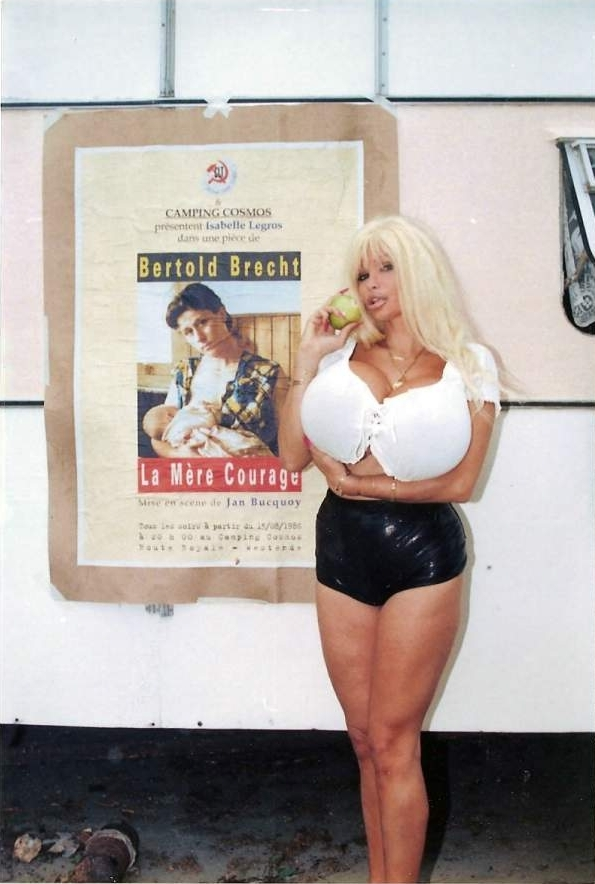
Lolo Ferrari, 1995

Lolo Ferrari (* 9. Februar 1963 in Clermont-Ferrand  als Ève Geneviève Aline Vallois; † 5. März 2000 in Grasse) war eine französische Tänzerin, Pornodarstellerin, Moderatorin, Schauspielerin und Sängerin. Bekannt wurde sie vor allem wegen ihrer sehr großen Brüste, die ihr 1996 einen Eintrag im französischen Guinness-Buch der Rekorde und drei Jahre nach ihrem Tod einen weiteren Eintrag in der US-amerikanischen Ausgabe des Guinness-Buches einbrachten.

## Werdegang und Karriere
Ferrari wuchs in dem westfranzösischen Badeort La Baule auf. Sie heiratete 1988 den 15 Jahre älteren Eric Vigne. Von ihm unterstützt, begann sie in den frühen 1990er Jahren, ihr Äußeres durch Schönheitsoperationen zu verändern. Insgesamt unterzog sie sich 22 plastischen Eingriffen und ließ sich neben der Vergrößerung ihres Brustumfangs auf 130 cm auch die Lippen operieren. Sie selbst sagte der französischen Zeitung „Le Soir“, sie könne nichts an sich ertragen, das natürlich sei.
Nach einigen Auftritten in Pornofilmen und als Modell erreichte Lolo Ferrari durch ihren Auftritt bei den Filmfestspielen in Cannes im Sommer 1995 erstmals weltweite Präsenz. Während des Cannes Film Festival machte sie Werbung für den Spielfilm Camping Cosmos, in dem sie die Rolle der nymphomanischen Ehefrau des Campingplatzinhabers Monsieur Vandeputte spielte. Bei einem Boxkampf während des Festivals zwischen den belgischen Boxern Jean-Pierre Coopman, einem ehemaligen Herausforderer Cassius Clays, und Freddy De Kerpel läutete sie als Ringmädchen die Runden ein. Noch 1995 wurde sie zur Europäischen Miss Busenkönigin gewählt. In kurzer Zeit avancierte Lolo Ferrari zur Schauspielerin, Pop-Sängerin und Co-Moderatorin der britischen Comedy-Show Eurotrash auf Channel 4.
Im Jahr 1996 begann Ferrari mit ihrer ersten Single Airbag Generation eine Musikkarriere, eine weitere Single namens Set Me Free kam in den Handel, zwei weitere wurden im Anschluss allerdings nicht mehr veröffentlicht. Als sie eine Unterwäschekollektion und eine Gummipuppe mit ihrem Namen auf den Markt bringen wollte, führte dies zu gerichtlichen Auseinandersetzungen mit dem Autohersteller Ferrari wegen des Markenrechts, die der Konzern letztlich verlor.

## Tod unter mysteriösen Umständen
Am 5. März 2000 wurde sie in ihrem Haus in Grasse tot aufgefunden. Als Todesursache wurde zunächst Medikamentenmissbrauch angegeben. Nach einer Obduktion, deren Ergebnis auf Ersticken oder Erdrosselung hindeutete, gingen die Ermittler von einem Verbrechen aus. Ihr Ehemann wurde fast zwölf Monate nach Ferraris Tod kurzzeitig inhaftiert. Seine Anwälte erklärten, dass ihrer Meinung nach Ferrari an dem Gewicht der Silikonimplantate erstickt sei. Die tatsächliche Todesursache konnte nicht ermittelt werden.
Lolo Ferrari wurde 37 Jahre alt.

## Filmografie
- 1996: Big DD
- 1996: Camping Cosmos
- 1996: Double Airbags
- 1996: Planet Boobs
- 1997: Pierre and Gilles, Love Stories
- 1999: Le King de ces Dames
- 1999: Quasimodo d’El Paris

### Archivmaterial und Dokumentationen
- 1997: Sex, Lies and Aliens
- 2000: Look at Lolo
- 2005: Dying to be Beautiful
- 2005: "The Dark Side of Porn" – Death of a Porn Star
- 2006: Der Generalmanager oder How To Sell A Tit Wonder von Steffen Jürgens
- 2006: Où sont passées les grandes gueules? 30 ans de débats à la télévision